# Johann Mauritz Gröninger

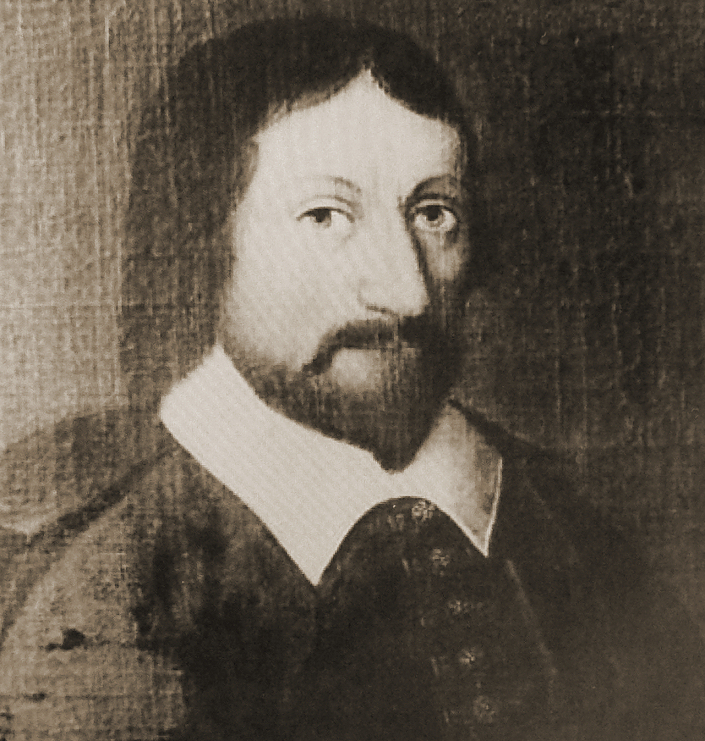
Johann Mauritz Gröninger

Johann Mauritz Gröninger (* 1652 in Paderborn; † 21. September 1707 in Münster) war ein deutscher Bildhauer und Maler.

## Familie und Ausbildung
Johann Mauritz Gröninger stammte aus der gleichnamigen Künstlerfamilie. Sein Vater Dietrich (1620–1667) und der Großvater  Gerhard Gröninger waren Bildhauer. Auch seine Schwester Gertrud Gröninger arbeitete als Bildhauerin, insbesondere für kirchliche Auftraggeber. 
Er heiratete 1674 Anna Elisabeth Wilte und 1695 Christina Elisabeth Baeck. Insgesamt gingen aus den Ehen elf Kinder hervor. Darunter war Johann Wilhelm Gröninger (1675–1733), der die Werkstatt seines Vaters übernahm. Auch weitere Brüder arbeiteten als Bildhauer oder Architekten. 
Gröninger besuchte das Jesuitengymnasium in Paderborn. Nach dem Tod des Vaters wurde er Bildhauer. Möglicherweise hielt er sich zur Ausbildung im flämischen Bereich auf, vielleicht in Antwerpen. Denn es gibt eine stilistische Nähe zu flämischen wie auch zu französischen Meistern. Als einer seiner Lehrer gilt vor allem der nach 1655 in Paderborn tätige Antwerpener Künstler Ludovicus Willemsen.

## Werk

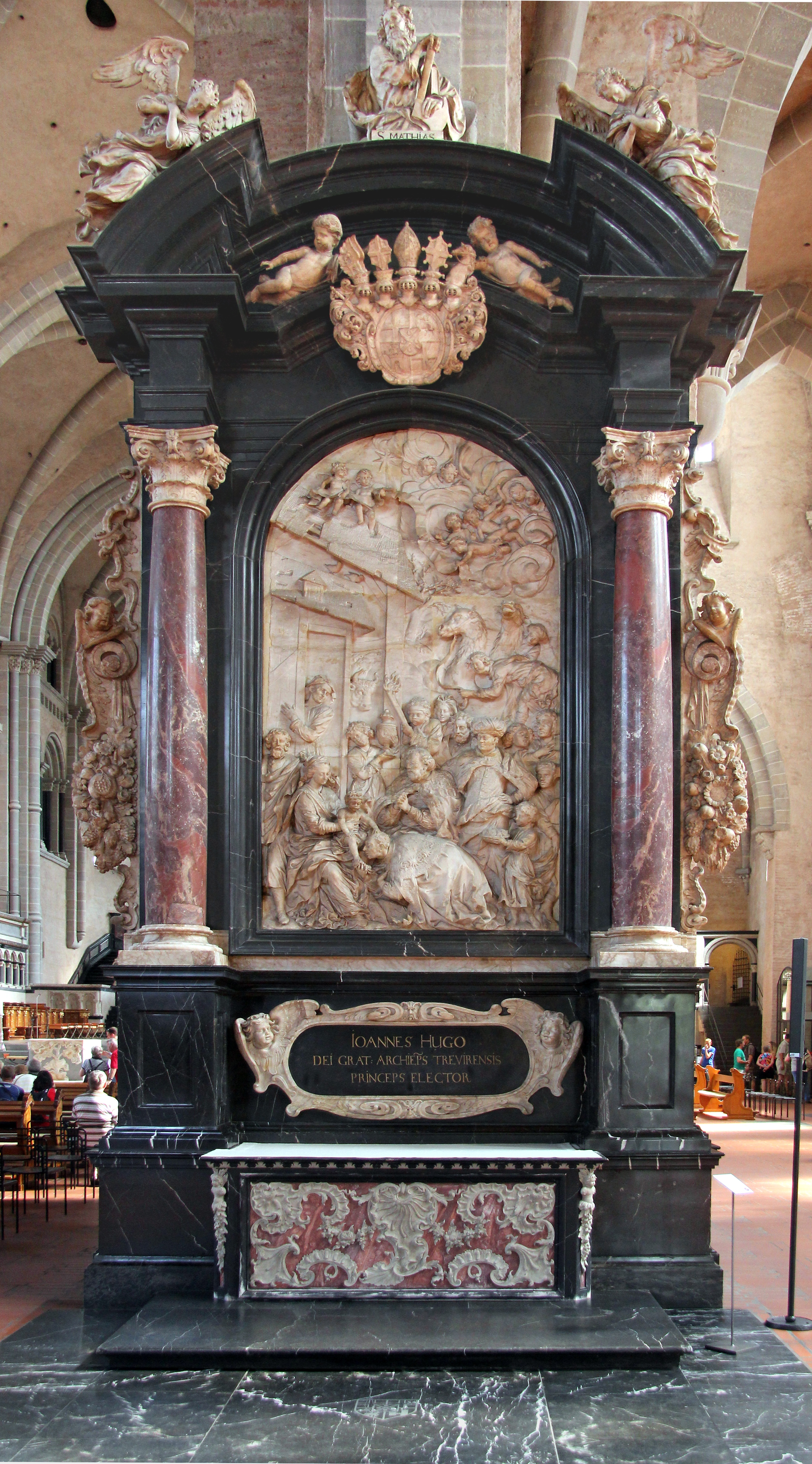
Grabaltar für Kurfürst Johann Hugo von Orsbeck im Trierer Dom von Johann Mauritz Gröninger

Bereits 1674 wurde er fürstbischöflicher Hofbildhauer in Münster und später auch kur-kölnischer Hofbildhauer. Aber er arbeitete nicht nur in vielen Städten Westfalens, sondern auch in Trier und Mainz. Gröninger übernahm in seinen Werken sowohl einzelne Motive als auch gesamte Kompositionen bedeutender Barockkünstler, die ihm durch druckgraphische Vorlagen bekannt waren: Peter Paul Rubens, Pietro da Cortona und französische Bildhauer. Bekannt wurde er durch große Wanddenkmäler, deren architektonische Erfindung ihm fälschlicherweise zugeschrieben wird.
In Münster schuf er das Grabdenkmal für Christoph Bernhard von Galen. Das Grabdenkmal für Friedrich von Fürstenberg im Kloster Wedinghausen, das Grabmal für Ferdinand von Fürstenberg in Paderborn und ein Denkmal im Mainzer Dom für Heinrich Ferdinand von der Leyen zu Nickenich stammten vermutlich im Entwurf von Ambrosius von Oelde. Gröninger war hier der ausführende Künstler.  
Weitere Werke finden sich unter anderem im Schloss Ahaus und in der Adolfsburg. Zu seinen Hauptwerken zählen zahlreiche sakrale bildhauerische Werke, darunter sechs monumentale Chorschranken für den St.-Paulus-Dom in Münster (1699/1706), die heute in der Domkammer gezeigt werden.
Sein Œuvre ist vom niederländischen Spätbarock bestimmt. In technischer und handwerklicher Hinsicht gelten die Werke Gröningers als qualitativ herausragend. Seine Figuren sind zugleich repräsentativ und von tiefer Aussagekraft. Technisch war Gröninger ein Meister seines Faches, dem es etwa gelang, Gewänder und Stoffe nachzubilden. Sein Stil entwickelte sich von einem eher schweren Barock hin zu feineren Arbeiten bei gleichzeitiger großzügiger Monumentalität.